# Krzysztof Piątek
Krzysztof Piątek (AFI: [ˈkɹ̠ɨʂtɔf ˈpʲɔ̃tɛk]; Dzierżoniów, 1º luglio 1995) è un calciatore polacco, attaccante dell'Al-Duhail e della nazionale polacca.

## Caratteristiche tecniche
È un centravanti opportunista, che abbina all'abilità con entrambi i piedi notevoli doti aeree; possiede inoltre un ottimo senso della posizione e intelligenza tattica, di cui è testimonianza la capacità di inserirsi in diagonale per attaccare con efficacia.

## Carriera

### Club

#### Esordi, Zagłębie Lubin e KS Cracovia
Cresciuto nelle giovanili del Lechia Dzierżoniów, a 17 anni esordisce nella quarta serie polacca. Nel 2013 viene acquistato dallo Zagłębie Lubin. Nel 2014, dopo una stagione in seconda squadra, viene promosso in prima squadra. Esordisce in Ekstraklasa il 18 maggio 2014 contro il KS Cracovia.
Il 28 agosto 2016 è acquistato per 700 000 euro dallo stesso KS Cracovia. Esordisce con la nuova squadra l'8 settembre 2016 contro il Lechia Gdańsk, entrando in campo al 71º minuto. In totale realizza 32 gol in 63 partite di Ekstraklasa nell'arco di due stagioni (65 totali), risultando il terzo miglior marcatore del campionato 2017-2018 con 21 reti.

#### Genoa
L'8 giugno 2018 la compagine polacca annuncia la sua cessione al Genoa per un milione di euro. L'11 agosto 2018, al suo esordio in gare ufficiali con il club genovese, mette a segno 4 reti in 37 minuti nella partita di terzo turno di Coppa Italia vinta per 4-0 contro il Lecce, diventando così il primo giocatore del Genoa a segnare una quaterna in tale competizione. Esordisce con un gol anche in Serie A, in occasione della partita casalinga del 26 agosto vinta 2-1 contro l'Empoli, e sigla la prima doppietta il 2 settembre contro il Sassuolo. Protagonista di un inizio di stagione insolitamente positivo per un esordiente, va a segno in ognuna delle prime 7 giornate di campionato, un risultato raggiunto prima di lui dai soli Ezio Pascutti e Gabriel Batistuta. Termina la sua esperienza al Genoa dopo mezza stagione, con un bilancio di 19 reti in 21 partite.

#### Milan
Il 23 gennaio 2019 si trasferisce a titolo definitivo al Milan, scegliendo di indossare la maglia numero 19, con un costo per il trasferimento pari a 35 milioni di euro più bonus. Esordisce con la maglia rossonera tre giorni più tardi, subentrando dalla panchina nel corso della sfida pareggiata a reti inviolate a San Siro contro il Napoli. Tre giorni dopo è titolare nella partita di San Siro valida per i quarti di finale di Coppa Italia, sempre contro il Napoli: nella circostanza mette a segno la prima doppietta in rossonero, che sancisce la qualificazione del Milan alle semifinali (2-0). Segna il primo gol in campionato con la maglia rossonera il 3 febbraio 2019, nella partita pareggiata 1-1 all'Olimpico contro la Roma, valevole per la ventiduesima giornata di Serie A. Il 16 febbraio realizza un'altra doppietta ai danni dell'Atalanta nella partita che vede il Milan vincere per 3-1. Conclude il suo primo anno in Italia con 30 reti in 42 partite e con il titolo di capocannoniere della Coppa Italia 2018-2019.
Per la stagione 2019-2020, la seconda in maglia rossonera, cambia numero di maglia tornando al 9 (già utilizzato ai tempi del Genoa). Rispetto all'annata precedente, il polacco è autore di un inizio di campionato negativo e, complice anche l'arrivo di Zlatan Ibrahimović a gennaio, viene progressivamente messo ai margini del progetto tecnico dei rossoneri. L'ultima presenza con la maglia del Milan risale al 28 gennaio, nella gara di Coppa Italia vinta contro il Torino.

#### Hertha Berlino
Il 30 gennaio 2020 viene acquistato dall'Hertha Berlino a titolo definitivo per 27 milioni di euro. L'esordio con la nuova maglia in Bundesliga avviene già l'indomani, nel secondo tempo della partita Hertha Berlino-Schalke 04 (0-0), mentre il primo gol con i berlinesi data al 4 febbraio, al terzo turno di Coppa di Germania, nella sfida persa in casa dello Schalke 04 (3-2 dopo i tempi supplementari). Il 28 febbraio il giocatore sigla la sua prima rete nella massima serie tedesca, realizzando su calcio di rigore il gol del definitivo 3-3 in trasferta contro il Fortuna Düsseldorf.

#### I prestiti a Fiorentina e Salernitana
L'8 gennaio 2022 viene ufficializzato il passaggio alla Fiorentina a titolo temporaneo con diritto di riscatto (fissato a 15 milioni di euro). Debutta con i toscani il 13 gennaio, nella partita valida per gli ottavi di finale di Coppa Italia vinta per 2-5 in casa del Napoli, segnando un gol. Il 10 febbraio, nella partita dei quarti di finale di Coppa Italia vinta per 3-2 in trasferta contro l'Atalanta, sigla la sua prima doppietta con la Fiorentina. Quattro giorni dopo torna al gol in Serie A, 799 giorni dopo l'ultima volta, nel successo per 1-2 contro lo Spezia; nell'occasione ha pure sbagliato un rigore per la prima volta in massima serie.
Il 1º settembre torna in Serie A, prestato annualmente dalla Herta Berlino alla Salernitana con diritto di riscatto. Quattro giorni dopo fa il suo esordio con i campani nella partita contro l'Empoli, subentrando nella ripresa. L'11 settembre 2022 trova il primo gol con la maglia granata, dal dischetto, in occasione del pareggio esterno 2-2 contro la Juventus. Segna 4 gol in 33 partite, ma non viene riscattato a fine stagione dal club granata.

#### Istanbul Basaksehir e Al Duhail
Dopo aver risolto il proprio contratto con l'Hertha Berlino, il 18 luglio 2023 Piątek passa ufficialmente all'İstanbul Başakşehir, squadra della Süper Lig turca, con cui firma un contratto triennale. Alla prima stagione, il polacco mette a segno 17 reti in 33 presenze in campionato e alla seconda 21 in 33 gare.
Il 2 giugno 2025 firma per l’Al Duhail.

### Nazionale

#### Nazionali giovanili
Esordisce con la Polonia under 20 l'11 giugno 2015, in Polonia-Slovacchia (0-1). Mette a segno la sua prima rete con la maglia della nazionale Under-20 il 7 settembre 2015, in Polonia-Germania (2-1), in cui sigla la rete del definitivo 2-1. Colleziona in totale, con la maglia dell'Under-20, tre presenze e una rete.
Debutta con la Polonia under 21 l'8 ottobre 2015, in Polonia-Israele (3-1), in cui realizza la rete del momentaneo 1-1 su assist di Mariusz Stępiński. Con la nazionale Under-21 partecipa al campionato europeo di categoria del 2017.

#### Nazionale maggiore

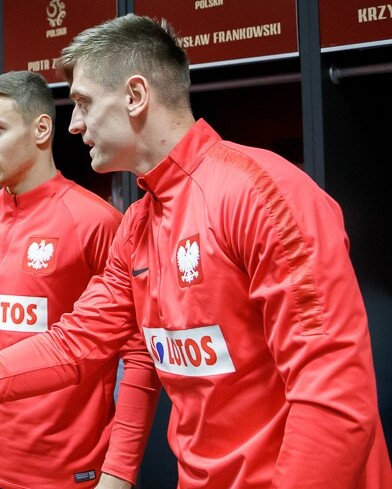
Krzysztof Piątek nel 2019

A maggio 2018 è inserito dal commissario tecnico della nazionale maggiore Adam Nawałka nella lista dei trentacinque pre-convocati per il campionato del mondo 2018, senza poi figurare nella lista finale dei 23 convocati.
Esordisce in nazionale il successivo 11 settembre, a 23 anni, in occasione dell'amichevole pareggiata per 1-1 contro l'Irlanda, partendo da titolare per poi essere sostituito nel secondo tempo da Mateusz Klich. L'11 ottobre seguente, invece, disputa il suo primo match in un torneo ufficiale, la UEFA Nations League, e sigla la sua prima rete in nazionale, aprendo le marcature nella partita persa per 2-3 a Chorzów contro il Portogallo.
Nel novembre del 2022 viene incluso dal CT Czesław Michniewicz nella rosa polacca partecipante al campionato del mondo 2022, dove mette a referto 2 presenze.

## Statistiche

### Presenze e reti nei club
Statistiche aggiornate al 25 maggio 2025.
| Stagione                   | Squadra                    | Campionato                 | Campionato | Campionato | Coppe nazionali | Coppe nazionali | Coppe nazionali | Coppe continentali | Coppe continentali | Coppe continentali | Altre coppe | Altre coppe | Altre coppe | Totale | Totale |
| Stagione                   | Squadra                    | Comp                       | Pres       | Reti       | Comp            | Pres            | Reti            | Comp               | Pres               | Reti               | Comp        | Pres        | Reti        | Pres   | Reti   |
| -------------------------- | -------------------------- | -------------------------- | ---------- | ---------- | --------------- | --------------- | --------------- | ------------------ | ------------------ | ------------------ | ----------- | ----------- | ----------- | ------ | ------ |
| 2012-2013                  | Lechia Dzierżoniów         | 3L                         | 6          | 0          | -               | -               | -               | -                  | -                  | -                  | -           | -           | -           | 6      | 0      |
| 2013-2014                  | Zagłębie Lubin             | EK                         | 4          | 0          | CP              | 0               | 0               | -                  | -                  | -                  | -           | -           | -           | 4      | 0      |
| 2014-2015                  | Zagłębie Lubin             | 1L                         | 30         | 8          | CP              | 3               | 2               | -                  | -                  | -                  | -           | -           | -           | 33     | 10     |
| 2015-2016                  | Zagłębie Lubin             | EK                         | 33         | 6          | CP              | 3               | 2               | -                  | -                  | -                  | -           | -           | -           | 36     | 8      |
| ago. 2016                  | Zagłębie Lubin             | EK                         | 5          | 1          | CP              | 1               | 0               | UEL                | 6                  | 0                  | -           | -           | -           | 12     | 1      |
| Totale Zagłębie Lubin      | Totale Zagłębie Lubin      | Totale Zagłębie Lubin      | 72         | 15         |                 | 7               | 4               |                    | 6                  | 0                  |             | -           | -           | 85     | 19     |
| ago. 2016-2017             | KS Cracovia                | EK                         | 27         | 11         | CP              | -               | -               | UEL                | -                  | -                  | -           | -           | -           | 27     | 11     |
| 2017-2018                  | KS Cracovia                | EK                         | 36         | 21         | CP              | 2               | 0               | -                  | -                  | -                  | -           | -           | -           | 38     | 21     |
| Totale KS Cracovia         | Totale KS Cracovia         | Totale KS Cracovia         | 63         | 32         |                 | 2               | 0               |                    | -                  | -                  |             | -           | -           | 65     | 32     |
| 2018-gen. 2019             | Genoa                      | A                          | 19         | 13         | CI              | 2               | 6               | -                  | -                  | -                  | -           | -           | -           | 21     | 19     |
| gen.-giu. 2019             | Milan                      | A                          | 18         | 9          | CI              | 3               | 2               | UEL                | -                  | -                  | SI          | -           | -           | 21     | 11     |
| 2019-gen. 2020             | Milan                      | A                          | 18         | 4          | CI              | 2               | 1               | -                  | -                  | -                  | -           | -           | -           | 20     | 5      |
| Totale Milan               | Totale Milan               | Totale Milan               | 36         | 13         |                 | 5               | 3               |                    | -                  | -                  |             | -           | -           | 41     | 16     |
| gen.-giu. 2020             | Hertha Berlino             | BL                         | 15         | 4          | CG              | 1               | 1               | -                  | -                  | -                  | -           | -           | -           | 16     | 5      |
| 2020-2021                  | Hertha Berlino             | BL                         | 32         | 7          | CG              | 0               | 0               | -                  | -                  | -                  | -           | -           | -           | 32     | 7      |
| 2021-gen. 2022             | Hertha Berlino             | BL                         | 9          | 1          | CG              | 1               | 0               | -                  | -                  | -                  | -           | -           | -           | 10     | 1      |
| gen.-giu. 2022             | Fiorentina                 | A                          | 14         | 3          | CI              | 4               | 3               | -                  | -                  | -                  | -           | -           | -           | 18     | 6      |
| 2022-2023                  | Salernitana                | A                          | 33         | 4          | CI              | -               | -               | -                  | -                  | -                  | -           | -           | -           | 33     | 4      |
| Totale Hertha Berlino      | Totale Hertha Berlino      | Totale Hertha Berlino      | 56         | 12         |                 | 2               | 1               |                    | -                  | -                  |             | -           | -           | 58     | 13     |
| 2023-2024                  | İstanbul Başakşehir        | SL                         | 34         | 17         | TK              | 2               | 0               | -                  | -                  | -                  | -           | -           | -           | 36     | 17     |
| 2024-2025                  | İstanbul Başakşehir        | SL                         | 33         | 21         | TK              | 3               | 1               | UECL               | 12                 | 9                  | -           | -           | -           | 48     | 31     |
| Totale İstanbul Başakşehir | Totale İstanbul Başakşehir | Totale İstanbul Başakşehir | 67         | 38         |                 | 5               | 1               |                    | 12                 | 9                  |             | -           | -           | 84     | 48     |
| Totale carriera            | Totale carriera            | Totale carriera            | 360        | 130        |                 | 26              | 18              |                    | 18                 | 9                  |             | -           | -           | 404    | 157    |

### Cronologia presenze e reti in nazionale
| Cronologia completa delle presenze e delle reti in nazionale ― Polonia | Cronologia completa delle presenze e delle reti in nazionale ― Polonia | Cronologia completa delle presenze e delle reti in nazionale ― Polonia | Cronologia completa delle presenze e delle reti in nazionale ― Polonia | Cronologia completa delle presenze e delle reti in nazionale ― Polonia | Cronologia completa delle presenze e delle reti in nazionale ― Polonia | Cronologia completa delle presenze e delle reti in nazionale ― Polonia | Cronologia completa delle presenze e delle reti in nazionale ― Polonia |
| Data                                                                   | Città                                                                  | In casa                                                                | Risultato                                                              | Ospiti                                                                 | Competizione                                                           | Reti                                                                   | Note                                                                   |
| ---------------------------------------------------------------------- | ---------------------------------------------------------------------- | ---------------------------------------------------------------------- | ---------------------------------------------------------------------- | ---------------------------------------------------------------------- | ---------------------------------------------------------------------- | ---------------------------------------------------------------------- | ---------------------------------------------------------------------- |
| 11-9-2018                                                              | Breslavia                                                              | Polonia                                                                | 1 – 1                                                                  | Irlanda                                                                | Amichevole                                                             | -                                                                      | 61’                                                                    |
| 11-10-2018                                                             | Chorzów                                                                | Polonia                                                                | 2 – 3                                                                  | Portogallo                                                             | UEFA Nations League 2018-2019 - 1º turno                               | 1                                                                      |                                                                        |
| 21-3-2019                                                              | Vienna                                                                 | Austria                                                                | 0 – 1                                                                  | Polonia                                                                | Qual. Euro 2020                                                        | 1                                                                      | 59’                                                                    |
| 24-3-2019                                                              | Varsavia                                                               | Polonia                                                                | 2 – 0                                                                  | Lettonia                                                               | Qual. Euro 2020                                                        | -                                                                      | 25’ 87’                                                                |
| 7-6-2019                                                               | Skopje                                                                 | Macedonia del Nord                                                     | 0 – 1                                                                  | Polonia                                                                | Qual. Euro 2020                                                        | 1                                                                      | 46’                                                                    |
| 10-6-2019                                                              | Varsavia                                                               | Polonia                                                                | 4 – 0                                                                  | Israele                                                                | Qual. Euro 2020                                                        | 1                                                                      | 73’                                                                    |
| 6-9-2019                                                               | Lubiana                                                                | Slovenia                                                               | 2 – 0                                                                  | Polonia                                                                | Qual. Euro 2020                                                        | -                                                                      | 76’                                                                    |
| 10-10-2019                                                             | Riga                                                                   | Lettonia                                                               | 0 – 3                                                                  | Polonia                                                                | Qual. Euro 2020                                                        | -                                                                      | 60’                                                                    |
| 13-10-2019                                                             | Varsavia                                                               | Polonia                                                                | 2 – 0                                                                  | Macedonia del Nord                                                     | Qual. Euro 2020                                                        | -                                                                      | 90+2’                                                                  |
| 16-11-2019                                                             | Gerusalemme                                                            | Israele                                                                | 1 – 2                                                                  | Polonia                                                                | Qual. Euro 2020                                                        | 1                                                                      | 70’                                                                    |
| 4-9-2020                                                               | Amsterdam                                                              | Paesi Bassi                                                            | 1 – 0                                                                  | Polonia                                                                | UEFA Nations League 2020-2021 - 1º turno                               | -                                                                      | 21’ 63’                                                                |
| 7-10-2020                                                              | Danzica                                                                | Polonia                                                                | 5 – 1                                                                  | Finlandia                                                              | Amichevole                                                             | 1                                                                      | 71’                                                                    |
| 14-10-2020                                                             | Breslavia                                                              | Polonia                                                                | 3 – 0                                                                  | Bosnia ed Erzegovina                                                   | UEFA Nations League 2020-2021 - 1º turno                               | -                                                                      | 64’                                                                    |
| 11-11-2020                                                             | Chorzów                                                                | Polonia                                                                | 2 – 0                                                                  | Ucraina                                                                | Amichevole                                                             | 1                                                                      |                                                                        |
| 18-11-2020                                                             | Chorzów                                                                | Polonia                                                                | 1 – 2                                                                  | Paesi Bassi                                                            | UEFA Nations League 2020-2021 - 1º turno                               | -                                                                      | 46’                                                                    |
| 25-3-2021                                                              | Budapest                                                               | Ungheria                                                               | 3 – 3                                                                  | Polonia                                                                | Qual. Mondiali 2022                                                    | 1                                                                      | 66’                                                                    |
| 28-3-2021                                                              | Varsavia                                                               | Polonia                                                                | 3 – 0                                                                  | Andorra                                                                | Qual. Mondiali 2022                                                    | -                                                                      |                                                                        |
| 31-3-2021                                                              | Londra                                                                 | Inghilterra                                                            | 2 – 1                                                                  | Polonia                                                                | Qual. Mondiali 2022                                                    | -                                                                      | 76’                                                                    |
| 9-10-2021                                                              | Varsavia                                                               | Polonia                                                                | 5 – 0                                                                  | San Marino                                                             | Qual. Mondiali 2022                                                    | 1                                                                      | 46’                                                                    |
| 12-11-2021                                                             | Andorra la Vella                                                       | Andorra                                                                | 1 – 4                                                                  | Polonia                                                                | Qual. Mondiali 2022                                                    | -                                                                      | 64’                                                                    |
| 15-11-2021                                                             | Varsavia                                                               | Polonia                                                                | 1 – 2                                                                  | Ungheria                                                               | Qual. Mondiali 2022                                                    | -                                                                      | 65’                                                                    |
| 24-3-2022                                                              | Glasgow                                                                | Scozia                                                                 | 1 – 1                                                                  | Polonia                                                                | Amichevole                                                             | 1                                                                      | 27’                                                                    |
| 11-6-2022                                                              | Rotterdam                                                              | Paesi Bassi                                                            | 2 – 2                                                                  | Polonia                                                                | UEFA Nations League 2022-2023 - 1º turno                               | -                                                                      |                                                                        |
| 25-9-2022                                                              | Cardiff                                                                | Galles                                                                 | 0 – 1                                                                  | Polonia                                                                | UEFA Nations League 2022-2023 - 1º turno                               | -                                                                      | 65’                                                                    |
| 16-11-2022                                                             | Varsavia                                                               | Polonia                                                                | 1 – 0                                                                  | Cile                                                                   | Amichevole                                                             | 1                                                                      | 59’ 89’                                                                |
| 26-11-2022                                                             | Al Rayyan                                                              | Polonia                                                                | 2 – 0                                                                  | Arabia Saudita                                                         | Mondiali 2022 - 1º turno                                               | -                                                                      | 71’                                                                    |
| 30-11-2022                                                             | Doha                                                                   | Polonia                                                                | 0 – 2                                                                  | Argentina                                                              | Mondiali 2022 - 1º turno                                               | -                                                                      | 84’                                                                    |
| 26-3-2024                                                              | Cardiff                                                                | Galles                                                                 | 0 – 0 dts (4 – 5 dtr)                                                  | Polonia                                                                | Qual. Euro 2024                                                        | -                                                                      | 80’                                                                    |
| 10-6-2024                                                              | Varsavia                                                               | Polonia                                                                | 2 – 1                                                                  | Turchia                                                                | Amichevole                                                             | -                                                                      | 19’                                                                    |
| 21-6-2024                                                              | Berlino                                                                | Polonia                                                                | 1 – 3                                                                  | Austria                                                                | Euro 2024 - 1º turno                                                   | 1                                                                      | 60’                                                                    |
| 5-9-2024                                                               | Glasgow                                                                | Scozia                                                                 | 2 – 3                                                                  | Polonia                                                                | UEFA Nations League 2024-2025 - 1º turno                               | -                                                                      | 72’                                                                    |
| 12-10-2024                                                             | Varsavia                                                               | Polonia                                                                | 1 – 3                                                                  | Portogallo                                                             | UEFA Nations League 2024-2025 - 1º turno                               | -                                                                      | 84’ 88’                                                                |
| 15-11-2024                                                             | Porto                                                                  | Portogallo                                                             | 5 – 1                                                                  | Polonia                                                                | UEFA Nations League 2024-2025 - 1º turno                               | -                                                                      | 81’                                                                    |
| 21-3-2025                                                              | Varsavia                                                               | Polonia                                                                | 1 – 0                                                                  | Lituania                                                               | Qual. Mondiali 2026                                                    | -                                                                      | 68’                                                                    |
| 24-3-2025                                                              | Varsavia                                                               | Polonia                                                                | 2 – 0                                                                  | Malta                                                                  | Qual. Mondiali 2026                                                    | -                                                                      | 66’                                                                    |
| 6-6-2025                                                               | Varsavia                                                               | Polonia                                                                | 2 – 0                                                                  | Moldavia                                                               | Amichevole                                                             | -                                                                      | 74’                                                                    |
| 10-6-2025                                                              | Helsinki                                                               | Finlandia                                                              | 2 – 1                                                                  | Polonia                                                                | Qual. Mondiali 2026                                                    | -                                                                      | 86’                                                                    |
| Totale                                                                 |                                                                        | Presenze                                                               | 37                                                                     |                                                                        | Reti                                                                   | 12                                                                     |                                                                        |

| Cronologia completa delle presenze e delle reti in nazionale ― Polonia under 21 | Cronologia completa delle presenze e delle reti in nazionale ― Polonia under 21 | Cronologia completa delle presenze e delle reti in nazionale ― Polonia under 21 | Cronologia completa delle presenze e delle reti in nazionale ― Polonia under 21 | Cronologia completa delle presenze e delle reti in nazionale ― Polonia under 21 | Cronologia completa delle presenze e delle reti in nazionale ― Polonia under 21 | Cronologia completa delle presenze e delle reti in nazionale ― Polonia under 21 | Cronologia completa delle presenze e delle reti in nazionale ― Polonia under 21 |
| Data                                                                            | Città                                                                           | In casa                                                                         | Risultato                                                                       | Ospiti                                                                          | Competizione                                                                    | Reti                                                                            | Note                                                                            |
| ------------------------------------------------------------------------------- | ------------------------------------------------------------------------------- | ------------------------------------------------------------------------------- | ------------------------------------------------------------------------------- | ------------------------------------------------------------------------------- | ------------------------------------------------------------------------------- | ------------------------------------------------------------------------------- | ------------------------------------------------------------------------------- |
| 8-10-2015                                                                       | -                                                                               | Polonia under 21                                                                | 3 – 1                                                                           | Israele under 21                                                                | Amichevole                                                                      | 1                                                                               | 81’                                                                             |
| 13-10-2015                                                                      | Białystok                                                                       | Polonia under 21                                                                | 0 – 0                                                                           | Romania under 21                                                                | Amichevole                                                                      | -                                                                               | 59’                                                                             |
| 12-11-2015                                                                      | Gdynia                                                                          | Polonia under 21                                                                | 1 – 0                                                                           | Norvegia under 21                                                               | Amichevole                                                                      | -                                                                               | 80’                                                                             |
| 16-11-2015                                                                      | Cracovia                                                                        | Polonia under 21                                                                | 0 – 1                                                                           | Ucraina under 21                                                                | Amichevole                                                                      | -                                                                               | 74’                                                                             |
| 23-3-2016                                                                       | Bydgoszcz                                                                       | Polonia under 21                                                                | 1 – 0                                                                           | Finlandia under 21                                                              | Amichevole                                                                      | -                                                                               | 65’                                                                             |
| 26-3-2016                                                                       | -                                                                               | Polonia under 21                                                                | 3 – 0                                                                           | Bielorussia under 21                                                            | Amichevole                                                                      | -                                                                               | 78’                                                                             |
| 6-9-2016                                                                        | -                                                                               | Polonia under 21                                                                | 1 – 1                                                                           | Ungheria under 21                                                               | Amichevole                                                                      | -                                                                               | 66’                                                                             |
| 6-10-2016                                                                       | Bydgoszcz                                                                       | Polonia under 21                                                                | 2 – 0                                                                           | Ucraina under 21                                                                | Amichevole                                                                      | -                                                                               | 66’                                                                             |
| 10-10-2016                                                                      | Gdynia                                                                          | Polonia under 21                                                                | 6 – 0                                                                           | Montenegro under 21                                                             | Amichevole                                                                      | 1                                                                               | 73’                                                                             |
| 23-3-2017                                                                       | Cracovia                                                                        | Polonia under 21                                                                | 1 – 2                                                                           | Italia under 21                                                                 | Amichevole                                                                      | -                                                                               | 81’                                                                             |
| 27-3-2017                                                                       | Kielce                                                                          | Polonia under 21                                                                | 1 – 2                                                                           | Rep. Ceca under 21                                                              | Amichevole                                                                      | -                                                                               | 58’                                                                             |
| 16-6-2017                                                                       | -                                                                               | Polonia under 21                                                                | 1 – 2                                                                           | Slovacchia under 21                                                             | Europeo Under-21 2017 - 1º turno                                                | -                                                                               | 84’                                                                             |
| 19-6-2017                                                                       | -                                                                               | Polonia under 21                                                                | 2 – 2                                                                           | Svezia under 21                                                                 | Europeo Under-21 2017 - 1º turno                                                | -                                                                               | 88’                                                                             |
| 22-6-2017                                                                       | Kielce                                                                          | Inghilterra under 21                                                            | 3 – 0                                                                           | Polonia under 21                                                                | Europeo Under-21 2017 - 1º turno                                                | -                                                                               | 64’                                                                             |
| Totale                                                                          |                                                                                 | Presenze                                                                        | 14                                                                              |                                                                                 | Reti                                                                            | 2                                                                               |                                                                                 |

## Palmarès

### Club
- Campionato polacco di seconda divisione: 1

Zagłębie Lubin: 2014-2015

### Individuale
- Premio nazionale Andrea Fortunato categoria calciatore: 1

2018
- Capocannoniere della Coppa Italia: 1

2018-2019 (8 gol)